# Kleine Ungarbrücke

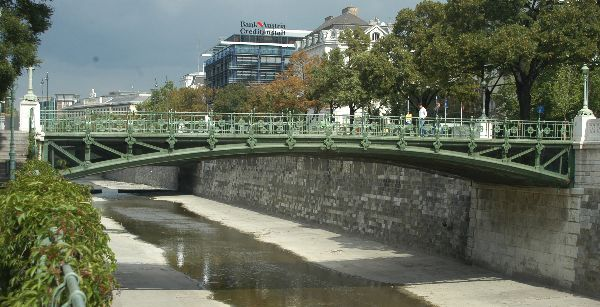
Die Kleine Ungarbrücke über den Wienfluss

Die Kleine Ungarbrücke ist eine Fachwerk-Bogenbrücke aus Gusseisen, verwendet als reine Fußgängerbrücke über den Wienfluss. Sie verbindet den 1. (Innere Stadt) mit dem 3. Wiener Gemeindebezirk (Landstraße) in Wien, das heißt den Heumarkt mit dem Wiener Stadtpark.
Sie ist eine der ältesten Dreigelenksbogenbrücken der Welt.

## Lage
Die Kleine Ungarbrücke befindet sich im Wiener Stadtpark an dessen östlichem Ende. In ihrer Nähe befinden sich der Bahnhof Wien Mitte, das Hotel Hilton (an dessen Stelle früher eine der Markthallen von Wien stand) und das Museum für Angewandte Kunst (MAK).

## Geschichte

### 1853–1898
In verschiedenen Internetquellen wird die erste Kleine Ungarbrücke als im Jahr 1853 errichtet genannt. Ob sie nach einem verheerenden Wienflusshochwasser 1851 eine noch ältere Brücke ersetzte oder an dieser Stelle als erster Neubau errichtet wurde, ist nicht bekannt. 1898 wurde sie durch die abgetragene Tegetthoffbrücke ersetzt. 1945 wurde sie beschädigt und wieder hergestellt. Eine Restaurierung fand 1978 bis 1980 statt.

### 1872–1898 (Tegetthoffbrücke)

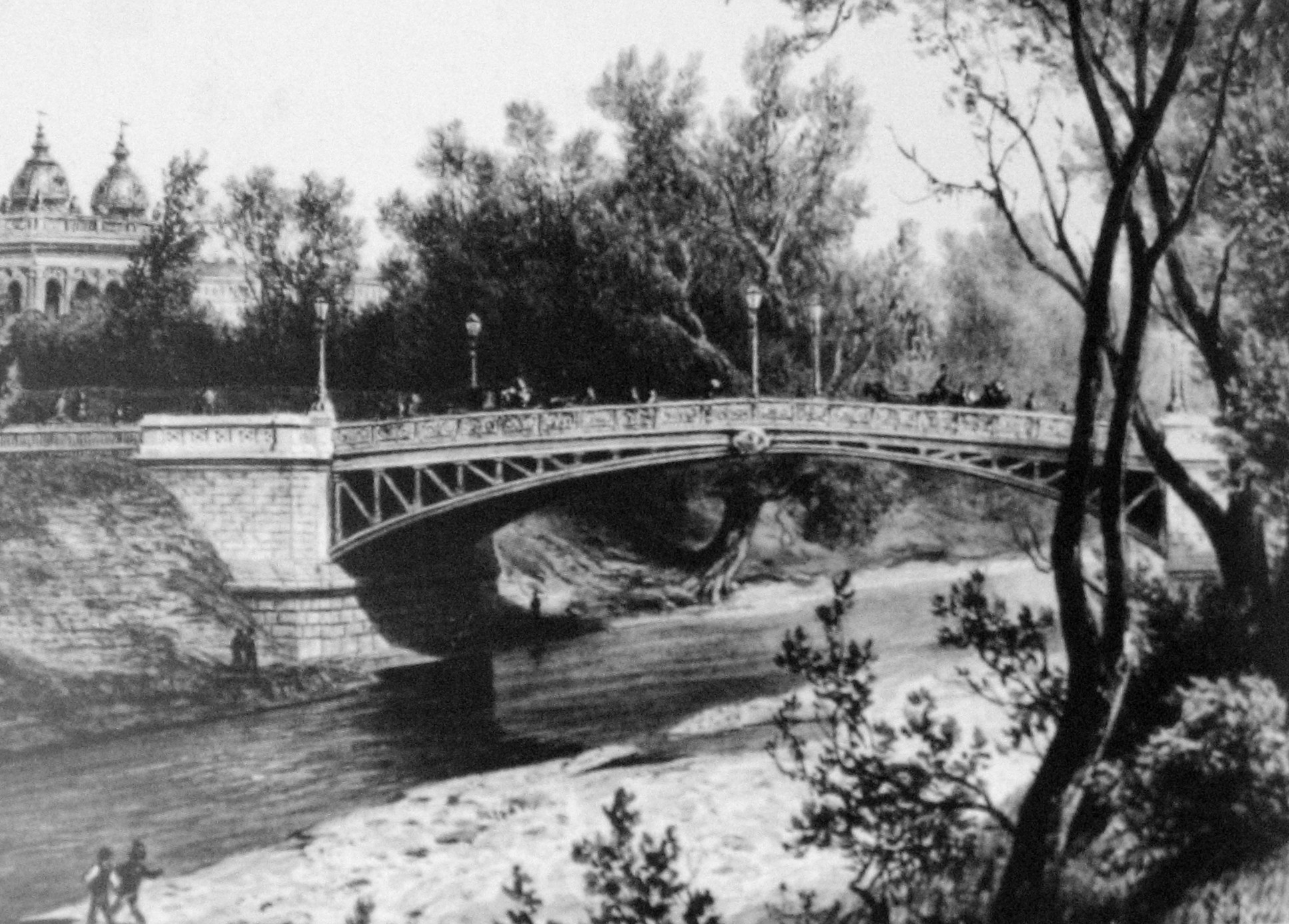
Die Brücke als Tegetthoffbrücke

Die Brücke wurde 1872 von August Köstlin und Anton Battig konstruiert. Allerdings unter dem Namen „Tegetthoffbrücke“ und an einem anderen Standort, nämlich der Stadtbahnstation „Stadtpark“ als Verlängerung der Johannesgasse. Dort überquerte sie die damals noch nicht regulierte Wien mit einer Spannweite von 34,5 Metern. Bei dem von der Gemeinde Wien ausgeschriebenen Architektenwettbewerb mit fünf ausländischen und zwei österreichischen Konkurrenten als Teilnehmer waren die vom Wiener Stadtbauamt konstruierten und bereits genehmigten Landpfeiler bereits vorgegeben. Die künftige Brücke hatte deren Gestaltung angepasst zu werden.
Die Eisenteile wurden von der Société Anonyme des Hauts Fourneaux, Usines et Charbonnagesaus de Sclessin bei Lüttich in Belgien geliefert. Grund dafür war die Scheu der inländischen Eisenwerke, neue Walzen zur Herstellung des benötigten Quadranteisens anzufertigen. Ebenfalls aus Belgien stammten das die Ornamentik der Neorenaissance und die Geländer. Die Kandelaber wurden vom Bildhauer Leimer gestaltet und in Blansko in Südmähren gegossen.
Für Diskussionen in der Öffentlichkeit sorgte die von den beiden Architekten gewählte, ungewohnte farbliche Gestaltung, nämlich weiß und gold.
Im März 1872 erfolgte die Erprobung der Tegetthoffbrücke.
Wegen der Wienflussregulierung – in diesem Bereich wurde der Wienfluss eingewölbt – wurde sie abgetragen und an ihren neuen Standort verlegt. Am 1. September 1898 waren die Demontagearbeiten der Brücke beendet.

### 1898 bis heute
Am 22. Oktober des gleichen Jahres begannen die Arbeiten an der Wiederaufstellung der Brücke, die während der Bauarbeiten „Markthallenbrücke“ genannt wurde. Im Dezember war die Brücke inklusive des vor Rost schützenden Miniumanstrichs fertig, nur die Brückengeländer fehlten noch.
Allerdings war die Brücke mit ihrer ursprünglichen Spannweite für das neue Wienflussprofil von 26 Metern Breite viel zu lang. Man behalf sich damit, dass die Auflagerpunkte gegenüber der Mauerflucht um jeweils ungefähr vier Meter zurückverlegt wurden.
Anstelle der elf Hauptträger wurden nur noch sieben wiederverwendet, wodurch sich die Brückenbreite durch den Wegfall der Gehsteige auf 11,6 Meter Breite – gegenüber früher 19 Meter – reduzierte. Die gusseisernen Ornamente und die Geländer mit den reichen Verzierungen wurden ebenfalls wiederverwendet. Die Umbauarbeiten wurden von der Firma Anton Biró durchgeführt und noch im Jahr 1898 abgeschlossen.
Am 28. April 1898 erhielt die neu aufgebaute Brücke im Rahmen der Eröffnungsfeier den Namen „Kleine Ungarbrücke“.
1945, während der Schlacht um Wien, wurde die Kleine Ungarbrücke beschädigt. Zwischen 1978 und 1980 erfolgte eine Generalsanierung. Wann die Brücke unter Denkmalschutz gestellt wurde, ist nicht bekannt.